# Johann Rudolf Hackbrett
Johann Rudolf Hackbrett (get. 19. Dezember 1718 in Bern; † 6. Oktober 1790 ebenda) war ein Berner Magistrat.
Johann Rudolf Hackbrett kam als Sohn des Hans Rudolf Hackbrett und der Maria Lerber zur Welt. 1753 heiratete er Marianne Sinner. 1755 gelangte er in den Grossen Rat der Stadt Bern, in den Jahren 1762 bis 1768 war er Landvogt von Aarwangen, 1772 wurde er in den Kleinen Rat gewählt. In den Jahren 1785 bis 1790 war er Venner zu Schmieden. Von 1774 bis 1780 war er Bauherr und 1780 bis 1782 Zeugherr, 1790 verstarb er im Amt.
Johann Rudolf Hackbrett war ein Neffe des Karl Hackbrett und ein Schwager des Schriftstellers Johann Rudolf Sinner.